# À peine j'ouvre les yeux
Pour plus de détails, voir Fiche technique et Distribution.
À peine j'ouvre les yeux est un film dramatique franco-tunisien réalisé par Leyla Bouzid et sorti en 2015.
Il s'agit du premier long métrage de la réalisatrice. Sélectionné dans plusieurs festivals, il est primé notamment à la Mostra de Venise, aux Journées cinématographiques de Carthage, au Festival international du film de Saint-Jean-de-Luz, au Festival international du film francophone de Namur ou encore au Festival international du film de Dubaï ; il est salué par la critique,,.

## Synopsis
À Tunis, quelques mois avant la révolution, Farah, une fille de 18 ans de la jeunesse tunisienne branchée, croque la vie à pleine dents, boit de l'alcool et fait la fête avec ses amis. Elle chante dans un groupe de musique arabo-rock qui ne renonce pas à diffuser des messages politiques dans ses morceaux et où Bohrène, son amoureux, joue de l'oud. Hayet, la mère de Farah, qui a elle-même enterré sa jeunesse contestataire, n'adhère pas à ses écarts de conduite, s'inquiète pour elle et préférerait voir sa fille, très bonne élève de lycée, embrasser une carrière de médecin. La musique du groupe enthousiasme et fait danser les plus jeunes dans les bars, mais déplaît aux hommes les plus conservateurs et aux services de surveillance des citoyens.

## Fiche technique
- Titre : À peine j'ouvre les yeux
- Titre de travail : Dieu protège ma fille[6]
- Titre arabe : على حلة عيني, Ala Hallet Aini
- Réalisation : Leyla Bouzid
- Scénario : Leyla Bouzid et Marie-Sophie Chambon
- Montage : Lilian Corbeille
- Photographie : Sébastien Goepfert
- Son : Ludovic van Pachterbeke
- Musique originale : Khyam Allami[7]
- Production : Sandra da Fonseca, Nathalie Mesuret, Bertrand Gore, Imed Marzouk ; Blue Monday Productions
- Pays d'origine :  France,  Tunisie
- Langue : arabe
- Format : couleur
- Genre : drame

## Distribution
- Baya Medhaffar : Farah Hallel, la jeune chanteuse
- Ghalia Benali : Hayet, la mère de Farah
- Montassar Ayari : Bohrène, le petit ami de Farah, joueur d'oud
- Lassaad Jamoussi : Mahmoud, le père de Farah
- Aymen Omrani : Ali, un membre du groupe de musique
- Deena Abdelwahed : Inès, la fille du groupe qui joue des boîtes à effets
- Youssef Soltana : Ska, le batteur du groupe de musique
- Marwen Soltana : Sami, le bassiste du groupe
- Najoua Mathlouthi : Ahlem
- Younes Ferhi : Moncef, le premier amant de Hayet
- Fathi Akkeri : Jghal, le poète alcoolique du bar
- Saloua Mohammed : Hamida, l'aide ménagère de Hayet

## Distinctions

### Récompenses
- Prix du public à Venise
- Prix de diffusion du label Europa Cinemas
- Bayard d'or du meilleur premier long métrage à Namur
- Prix du public à Bastia
- Prix du public à Saint-Jean-de-Luz
- Prix de la meilleure interprétation féminine pour Baya Medhaffar à Saint-Jean-de-Luz
- Prix du meilleur film à Saint-Jean-de-Luz
- Mention spéciale du jury à War on Screen 2015
- Prix d’interprétation pour Ghalia Benali et Baya Medhaffar, Prix du meilleur film et Prix de la meilleure musique de film au Festival du cinéma et musique de film de La Baule[8]
- Grand prix du jury au Festival francophone de Tübingen
- Trophées francophones du cinéma 2016 : Trophée francophone du long métrage de fiction

### Nominations
- 21e cérémonie des prix Lumières 2016 :
  - Prix Lumières du meilleur film francophone
  - Prix Lumières du meilleur espoir féminin pour Baya Medhaffar